# Beebe (Arkansas)
Beebe é uma cidade localizada no estado americano de Arkansas, no Condado de White.

## Demografia
Segundo o censo americano de 2000, a sua população era de 4930 habitantes. 
Em 2006, foi estimada uma população de 5926, um aumento de 996 (20.2%).

## Geografia
De acordo com o United States Census Bureau, a localidade tem uma área de 11,2 km², sem área coberta por água. Beebe localiza-se a aproximadamente 89 m acima do nível do mar.

## Localidades na vizinhança
O diagrama seguinte representa as localidades num raio de 24 km ao redor de Beebe. 